# Marcus Höreth
Marcus Höreth (* 1968 in Ingolstadt) ist ein deutscher Politikwissenschaftler. Seit 2013 ist er Professor für Innenpolitik und Vergleichende Regierungslehre an der Technischen Universität Kaiserslautern.

## Leben
Höreth studierte Politische Wissenschaft, Geschichte und Öffentliches Recht an der Albert-Ludwigs-Universität Freiburg. Anschließend war er dort als Lehrbeauftragter am Seminar für Politische Wissenschaft tätig (1997–1998). Nach seiner Promotion arbeitete er als Pressesprecher und Lektor beim NOMOS-Verlag in Baden-Baden (2000–2001) und als wissenschaftlicher Mitarbeiter am Zentrum für Europäische Integrationsforschung in Bonn (2002–2004). Zwischen 2004 und 2008 war Höreth Lehrbeauftragter und wissenschaftlicher Mitarbeiter am Seminar für Politische Wissenschaft der Friedrich-Wilhelms-Universität Bonn, wo er auch habilitierte. Von 2008 bis 2013 war er Akademischer Oberrat an der dortigen Universität. Seit September 2013 ist er Professor für Innenpolitik und Vergleichende Regierungslehre (Politikwissenschaft I) an der TU Kaiserslautern. Seine Forschungsschwerpunkte sind Demokratietheorie, Föderalismus, Verfassungsgerichtsbarkeit und Europäische Union. 

## Schriften (Auswahl)
- Die Europäische Union im Legitimationstrilemma. Zur Rechtfertigung des Regierens jenseits der Staatlichkeit. Nomos, Baden-Baden 1999, ISBN 3-7890-5625-1.
- Die Selbstautorisierung des Agenten. Der Europäische Gerichtshof im Vergleich zum U.S. Supreme Court. Nomos, Baden-Baden 2008, ISBN 978-3832934774.
- Verfassungsgerichtsbarkeit in Deutschland. W. Kohlhammer, Stuttgart 2014, ISBN 978-3-17-021895-6.
- Die komplexe Republik. Staatsorganisation in Deutschland. W. Kohlhammer, Stuttgart 2016, ISBN 978-3-17-026333-8.